# 馬拉蒂 (大西洋省)
馬拉蒂是哥倫比亞的城鎮，位於該國北部，由大西洋省負責管轄，距離首府巴蘭基亞64公里，始建於1680年，面積206平方公里，海拔高度10米，2005年人口11,635。

## 外部連結
- （西班牙文） Manatí official website
- （西班牙文） Manatí website （页面存档备份，存于）
- （西班牙文） Gobernacion del Atlantico - Manatí

10°26′42″N 74°57′35″W / 10.44500°N 74.95972°W